# Mulda (rzeka)
Mulda (Mulde) – rzeka w Niemczech, lewostronny, nienadający się do żeglugi dopływ Łaby. 
Powstaje w wyniku połączenia dwóch strumieni Zwickauer Mulde oraz Freiberger Mulde w pobliżu Großbothen, na terenie Saksonii. Od tego miejsca rzeka płynie przez Saksonię w kierunku północnym, mijając miasta: Grimma, Wurzen, Eilenburg i Bad Düben, a dalej przez Saksonię Anhalt (Jeßnitz, a następnie Dessau-Roßlau). W granicach administracyjnych Dessau-Roßlau Mulda wpływa do Łaby.